# Pretty Easy privacy
pretty Easy privacy (abgekürzt p≡p oder pEp) oder zu Deutsch Ziemlich einfache Privatsphäre ist eine Open-Source-Verschlüsselungs-Software, die es dem Nutzer erlaubt, seine Online-Kommunikation vor fremden Einblicken zu schützen. Dabei sind die erforderlichen Prozesse automatisiert.
p≡p generiert für den Benutzer automatisch ein Schlüsselpaar oder importiert es von einem lokalen PGP-Client (Pretty Good Privacy). Die Software verschlüsselt die Kommunikation auch dann, wenn der Empfänger einen anderen PGP- oder S/MIME-Client als p≡p installiert hat. Die pEp-Engine ist eine Crypto-Benutz-Engine, die als Backends GnuPG und NetPGP unterstützt.

## Bürgerbewegung p≡p coop
Die p≡p coop ist eine europäische Genossenschaft, die mit den von ihren Mitgliedern entwickelten Verschlüsselungtools zum Schutz der online Kommunikation (Mails, Chats, Nachrichten, Kontakte, Kalender, Netzverbindungen, Suchmaschinenanfragen usw.) die Privatsphäre in der digitalen Welt schützen will. Zu den Gründungsmitgliedern gehören u. a. der Soziologe Wilhelm Heitmeyer und die Schriftsteller Marc-Uwe Kling, Sibylle Berg und Juli Zeh.

## Das pEp-Projekt
Das pEp-Projekt verfolgt das Ziel, alle schriftlich verfassten digitalen Kommunikationsformen, unabhängig von Betriebssystem und Anwendung, automatisiert abzusichern. Zu diesem Zweck wurden Verschlüsselungsadapter, Add-Ons und Apps für diverse Betriebssysteme und Mailprogramme auf Basis einer gemeinsamen pEp-Engine entwickelt. Die Kerntechnologie wird von der gemeinnützigen Schweizer pEp-Foundation finanziert.

## p≡p-Engine und -Adapter
Die p≡p-Engine ist eine freie Programmbibliothek, die Funktionen zum Schlüsselmanagement, zum Vertrauensrating und eine abstrakte Kryptographie-API beinhaltet. Sie koordiniert die automatische Schlüsselverwaltung, die Ver- und Entschlüsselung, die Signatur und den Transport von Textnachrichten für jede auf p≡p basierende Software. Um eine hohe Portabilität zu erreichen, wurde die p≡p-Engine in der Programmiersprache C99 geschrieben. Die p≡p-Engine implementiert Formate, wendet Kryptografie an, verwaltet Schlüssel und steuert die Nachrichtenübermittlungen. Teil der p≡p-Enginedistribution ist ein Ersatz für GnuPG, NetPGP-et, eine PGP-Implementierung für Plattformen, auf denen GnuPG nicht verfügbar ist. Entwickler von Add-ons, Plug-Ins, Apps oder Desktop-Anwendungen müssen sich nicht mit den kryptographischen Funktionalitäten befassen, über die die p≡p-Engine zugänglich ist, weil die Bereitstellung eines p≡p-Adapters als einfache API in der Sprache und der Entwicklungsumgebung des Anwendungsprogrammierers genügt. Es stehen bereits diverse Adapter unter der GNU-GPL-v3-Lizenz seitens der p≡p Foundation zur Verfügung, z. B. ein Qt-, ein iOS-, ein COM-Server- und ein JNI-Adapter.
p≡p verwendet in allen Implementierungen eine vierstufige Farb- und Symbolkodierung, die den Grad der Privatheit mit einem bestimmten Kontakt allgemein und einer bestimmten Nachricht spezifisch anzeigt.

## Versionen
Für Android und Apple iOS wurden Apps veröffentlicht – auch via F-Droid, für Outlook gibt es eine kostenpflichtige Version als Add-in. Als Bestandteil der Enigmail-Erweiterung (Add-on) für Mozilla Thunderbird ist p≡p seit März 2018 verfügbar. Damit ist p≡p auf PCs für die meistverbreiteten Desktop-Betriebssysteme einsetzbar.
Weitere Versionen zur Verschlüsselung von WhatsApp-, Twitter- oder Facebook-Kommunikation sind angedacht als Erweiterungen für Web Browser (Safari, Chrome, Microsoft Edge und Mozilla Firefox).

### Enigmail
Im September 2015 gaben Patrick Brunschwig (Projektleiter von Enigmail) und Volker Birk (Chefentwickler von p≡p) bekannt, dass Enigmail und die Schweizer p≡p-Stiftung an einem gemeinsamen Projekt mit Namen Enigmail/p≡p arbeiten. Ziele von Enigmail/p≡p sollten das (voll)automatische Verschlüsseln von E-Mails ohne Nutzereingriff bei gleichzeitiger Kompatibilität zu OpenPGP und S/MIME sowie eine einfache Integration in bestehende Infrastruktur wie Thunderbird sein.
Beginnend mit Version 2.0 ab Ende März 2018 liegt der Enigmail/p≡p-Modus in seiner ersten Produktivfassung vor. Er wird für alle neuen User von Enigmail automatisch genutzt. Bestehende User haben die Möglichkeit, in den p≡p-Modus zu wechseln.

## Code-Audit
Im Oktober 2016 stellte die p≡p-Foundation die Ergebnisse eines durch die Firma Sektioneins durchgeführten Code-Audits vor.